# Леденцова, Людмила Дмитриевна
Людмила Дмитриевна Леденцова (род. 18 ноября 1952, Армавир, Краснодарский край, СССР) — советская и российская художница и скульптор, заслуженный художник РФ.

## Биография
Родилась в Краснодарском крае, г. Армавир. Участник молодёжных, областных, региональных, всероссийских и международных выставок художников. С 1995 по 1997 год — председатель правления Союза вятских художников.

## Монументальные работы
Памятник погибшим в Афганистане и Чечне (алюминий, литье, мрамор, гранит) — г. Киров (Кировская область).
Памятник погибшим в ВОВ. Кумены.
Автор памятника Григорию Булатову в г. Кирове.

## Станковая скульптура, малые формы
Эскиз памятника Ф. И. Шаляпину (бронза)
Мобила (бронза)
Груз веков (алюминий, камень)
Атона (бронза, мрамор)
Страшнее кошки зверя нет (алюминий)